# Orpheusboszanger
De Orpheusboszanger (Phylloscopus cantator) is een zangvogel uit de familie Phylloscopidae.

## Verspreiding en leefgebied
Deze soort komt voor in Bangladesh, Bhutan, China, India, Myanmar, Nepal en Thailand en telt 2 ondersoorten:
- P. c. cantator: van oostelijk Nepal, Bhutan en noordoostelijk India tot noordwestelijk Laos.
- P. c. pernotus: noordelijk en centraal Laos.